# Association Sportive de Monaco Football Club 2009-2010
La pagina racchiude rosa e statistiche del Monaco nella stagione 2009-10.

## Rosa
| N. |                           | Ruolo | Calciatore           |
| -- | ------------------------- | ----- | -------------------- |
| 1  | Francia (bandiera)        | P     | Sébastien Chabbert   |
| 2  | Francia (bandiera)        | D     | Dennis Appiah        |
| 3  | Camerun (bandiera)        | D     | Nicolas N'Koulou     |
| 4  | RD del Congo (bandiera)   | D     | Cédric Mongongu      |
| 5  | Uruguay (bandiera)        | C     | Diego Fernando Pérez |
| 6  | Brasile (bandiera)        | C     | Eduardo Costa        |
| 7  | Islanda (bandiera)        | A     | Eiður Guðjohnsen     |
| 8  | Argentina (bandiera)      | C     | Alejandro Alonso     |
| 9  | RD del Congo (bandiera)   | A     | Dieumerci Mbokani    |
| 10 | Corea del Sud (bandiera)  | A     | Park Chu-Young       |
| 12 | Brasile (bandiera)        | D     | Adriano Pereira      |
| 13 | Svezia (bandiera)         | D     | Petter Hansson       |
| 14 | Costa d'Avorio (bandiera) | D     | Yannick Sagbo        |
| 15 | Francia (bandiera)        | D     | Thomas Mangani       |
| 16 | Francia (bandiera)        | P     | Stéphane Ruffier     |

| N. |                           | Ruolo | Calciatore         |  |
| -- | ------------------------- | ----- | ------------------ |  |
| 17 | Togo (bandiera)           | A     | Serge Gakpé        |  |
| 18 | Mali (bandiera)           | D     | Djimi Traoré       |  |
| 19 | Costa d'Avorio (bandiera) | C     | Jean-Jacques Gosso |  |
| 20 | Francia (bandiera)        | C     | Mathieu Coutadeur  |  |
| 21 | Romania (bandiera)        | A     | Daniel Niculae     |  |
| 22 | Francia (bandiera)        | C     | Frédéric Bulot     |  |
| 23 | Francia (bandiera)        | D     | Vincent Muratori   |  |
| 24 | Francia (bandiera)        | C     | Nampalys Mendy     |  |
| 25 | Nigeria (bandiera)        | C     | Lukman Haruna      |  |
| 26 | Francia (bandiera)        | C     | Kévin Malcuit      |  |
| 27 | Francia (bandiera)        | A     | Frédéric Nimani    |  |
| 30 | Francia (bandiera)        | P     | Franck L'Hostis    |  |
| 31 | Francia (bandiera)        | C     | Loïc Dufau         |  |
| 32 | Costa d'Avorio (bandiera) | D     | Igor Lolo          |  |
|    | Nigeria (bandiera)        | C     | Sani Kaita         |  |

### Staff tecnico
- Allenatore:  Guy Lacombe

### Staff dirigenziale
- Presidente:  Etienne Franzi

## Risultati finali
- Ligue 1: 8°
- Coppa di Francia: Finalista
- Coppa di Lega: Sedicesimi di finale